# Masarykovo náměstí (Rožnov pod Radhoštěm)
Masarykovo náměstí je centrální náměstí v Rožnově pod Radhoštěm. Jedná se o obdélníkové náměstí (o ploše asi 3 500 m²), které je přirozeným centrem města. Dominantami jsou sochy Tomáše Garrigua Masaryka, sv. Jana Nepomuckého a sv. Floriána a fontána. Sousedí s Náměstím Míru, vedlejším rožnovským náměstím.

## Historie

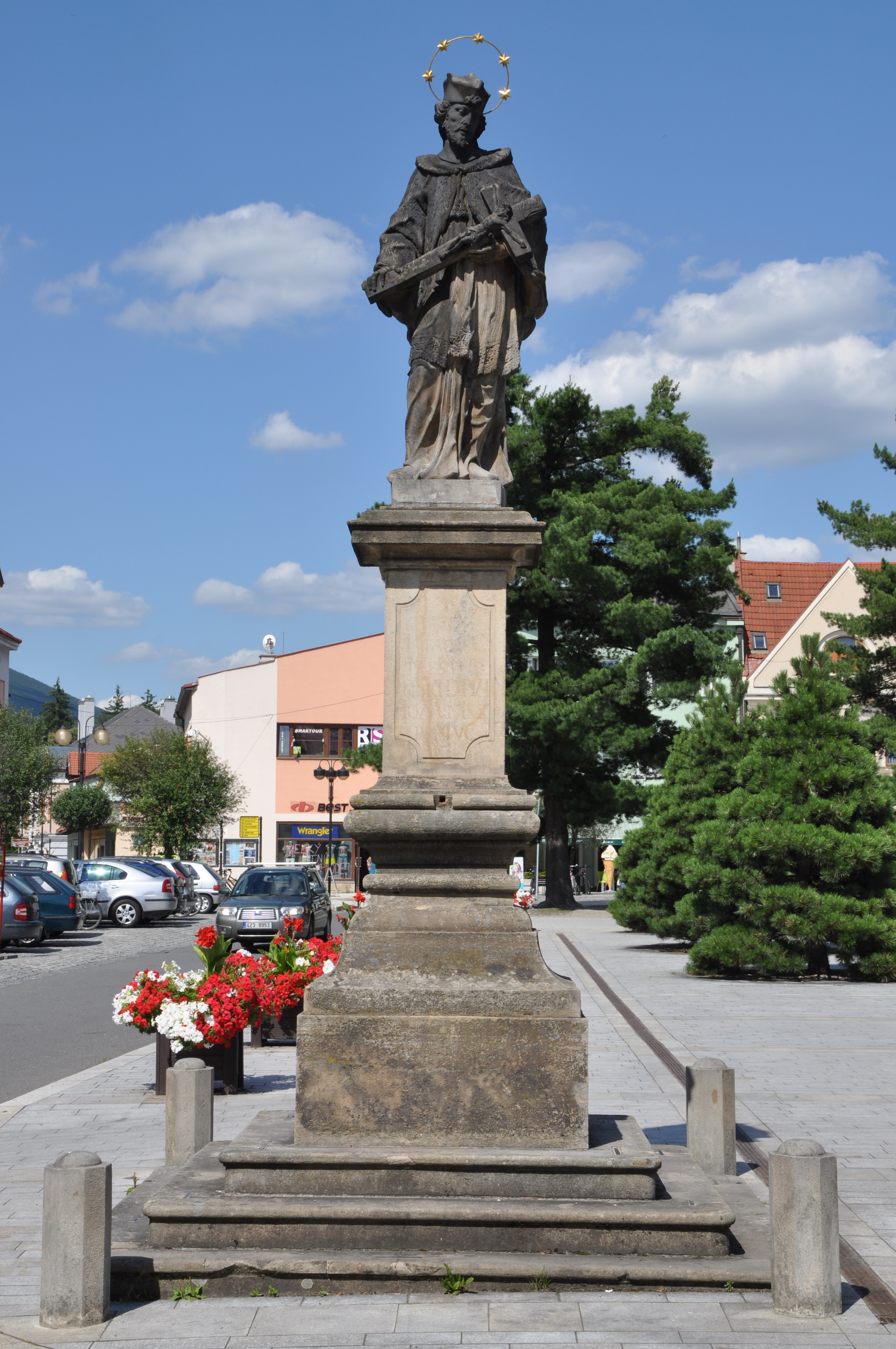
Socha sv. Jana Nepomuckého

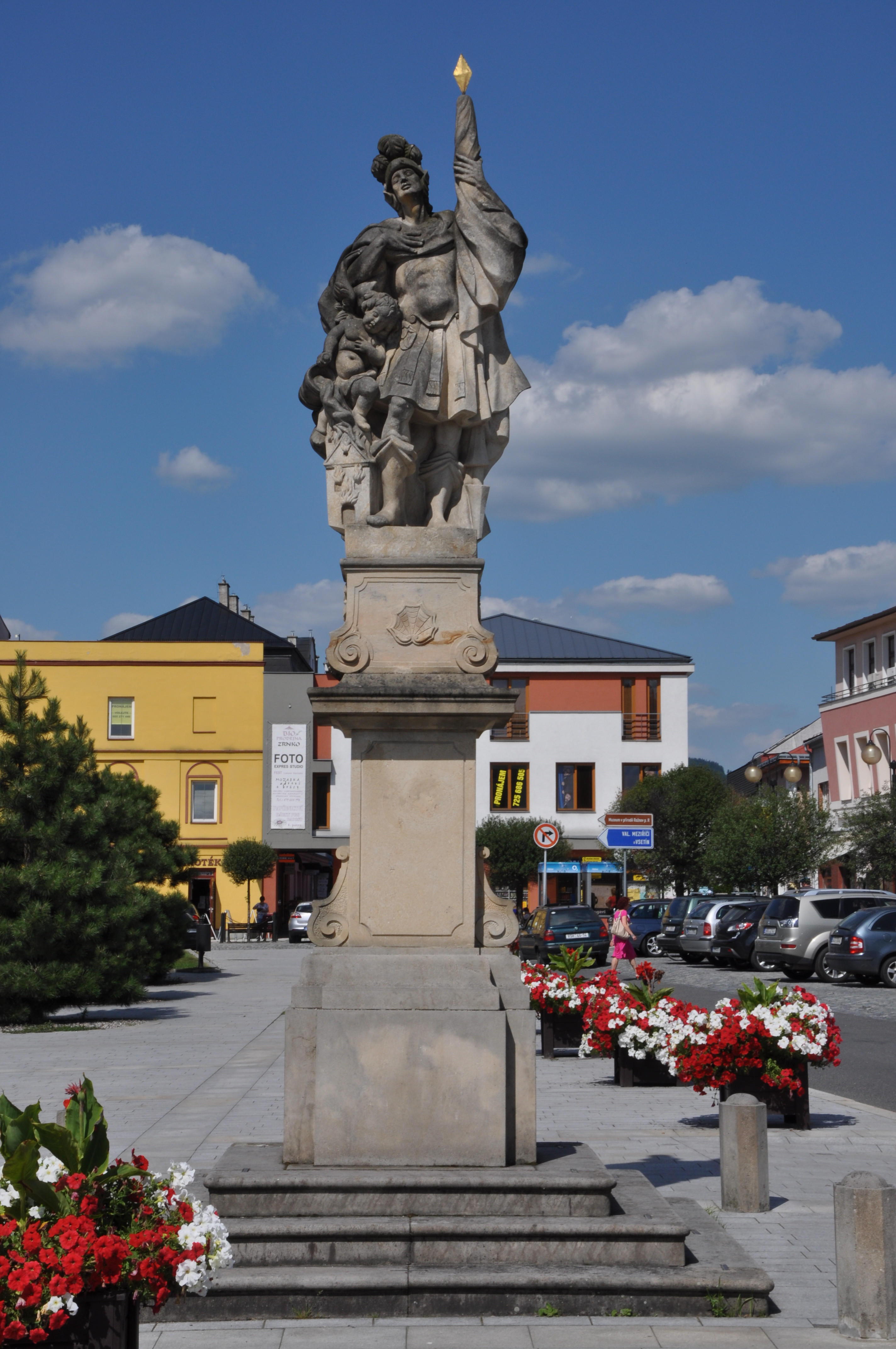
Socha sv. Floriána

Sochu sv. Jana Nepomuckého nechal vyrobit roku 1722 měšťan Václav Kvinta na svůj vlastní náklad. Téhož století zde obec postavila sochu sv. Floriána – podle některých zdrojů postavena roku 1764, jiné zdroje uvádí rozmezí let 1722–1746.
Na počátku 20. století bylo náměstí obklopeno především dřevěnými domy. Pouze čtyři nízké domy byly zděné. Na náměstí se nacházel také hudební pavilon (neplést s hudebním pavilonem v městském parku). První vícepatrový dům byl vystaven roku 1839. Dřevěné domy na náměstí měly podloubí na sloupcích, nad kterými se tyčily pavlače. Bylo zde i hnojiště, které bývalo zakrýváno chvojím a kvítím při příležitosti průvodu o Božím Těle. Po roce 1820 byly hnoje odstraněny a chlévy zrušeny, což přispělo k lepšímu vzhledu náměstí.
Městská rada se scházela od roku 1773 v nově postavené radnici (postavena roku 1770). Kolem roku 1900 se zde ještě nacházela roubená radnice, roku 1925 však byla přestěhována z náměstí do městského parku Hájnice.
Náměstí bylo také dějištěm trhů. Jak dokládají litografie a fotografie, konaly se zde již v první polovině 19. století, ale také v první polovině století 20. (před rokem 1945).
V roce 1879 bylo náměstí podél domů vydlážděno, roku 1881 byly odstraněny lípy kolem soch i kamenné zábradlí. Náměstí je pojmenováno po Tomáši Garrigue Masarykovi od roku 1918. Jeho socha byla několikrát odstraněna, v roce 1990 se do středu náměstí definitivně vrátila.
V letech 1997–1998 bylo náměstí rekonstruováno společně s Nádražní ulicí za 50 milionů Kč.

## Současnost
V současnosti je náměstí jedním z rožnovských center kulturních a společenských akcí, např. roku 2022 se zde konal masopustní průvod. Konají se zde také koncerty či aktivity pro děti. Každoročně se zde koná rozsvěcování vánočního stromu, Všesvatský či Josefský jarmark.
Náměstí je lemováno restauracemi, cukrárnami, kavárnami drogeriemi a supermarketem Albert. Mezi sochami sv. Jana Nepomuckého a sv. Floriána rostou stromy třešní (dříve křovité, nyní ptačí). Nachází se zde taky lavičky pro rekreaci a pítko. Na náměstí lze taktéž zaparkovat (parkování je zpoplatněno).
Z náměstí lze vidět nedaleký kostel Všech svatých nacházející se na ulici Nádražní. V dosažitelné vzdálenosti je také tržnice či busta Františka Palackého.
Na místní radnici sídlí vedení města a městský úřad Rožnova p. R. jakožto obce s rozšířenou působností.

## Galerie

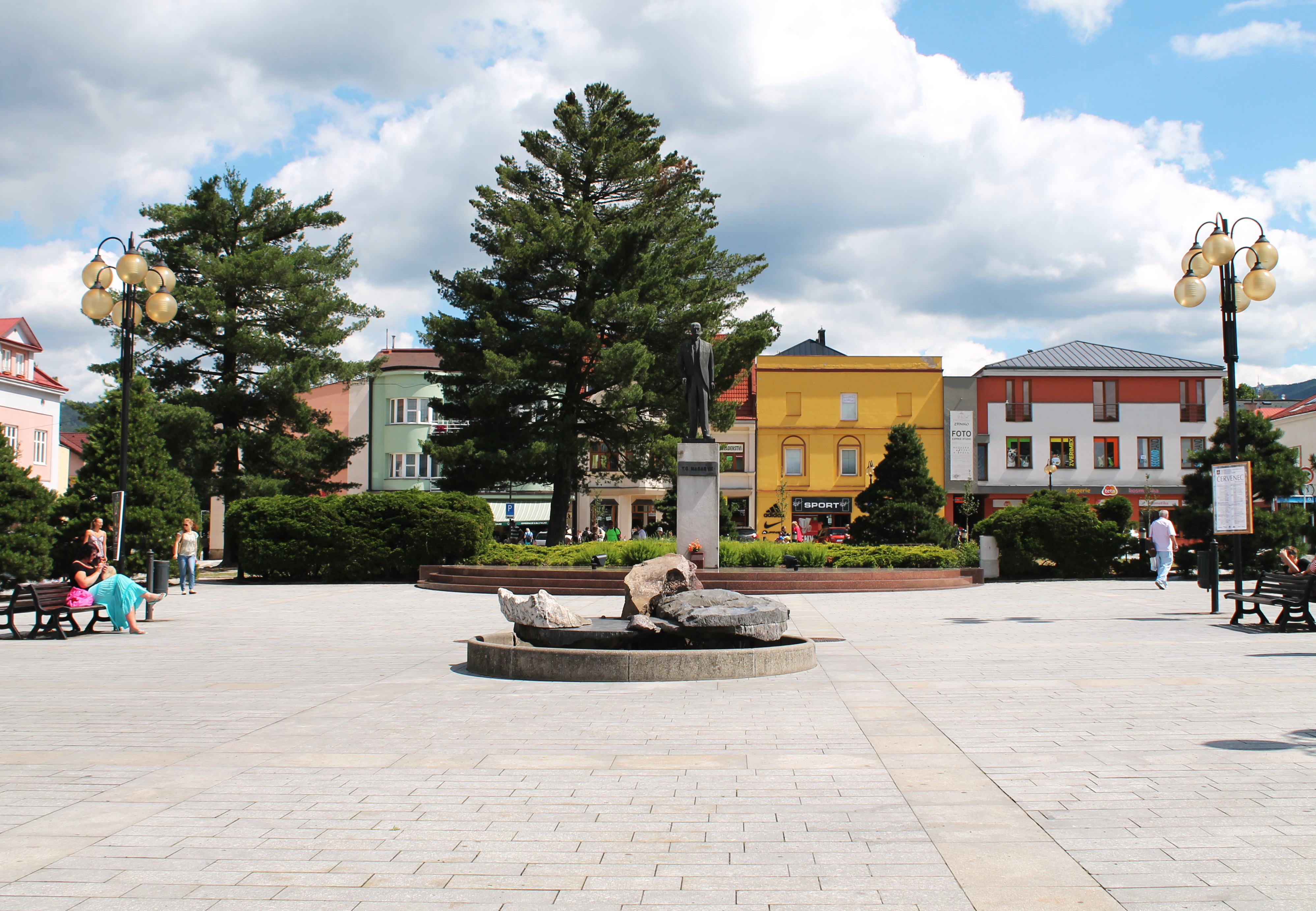
Fontána na náměstí, v pozadí socha T. G. Masaryka
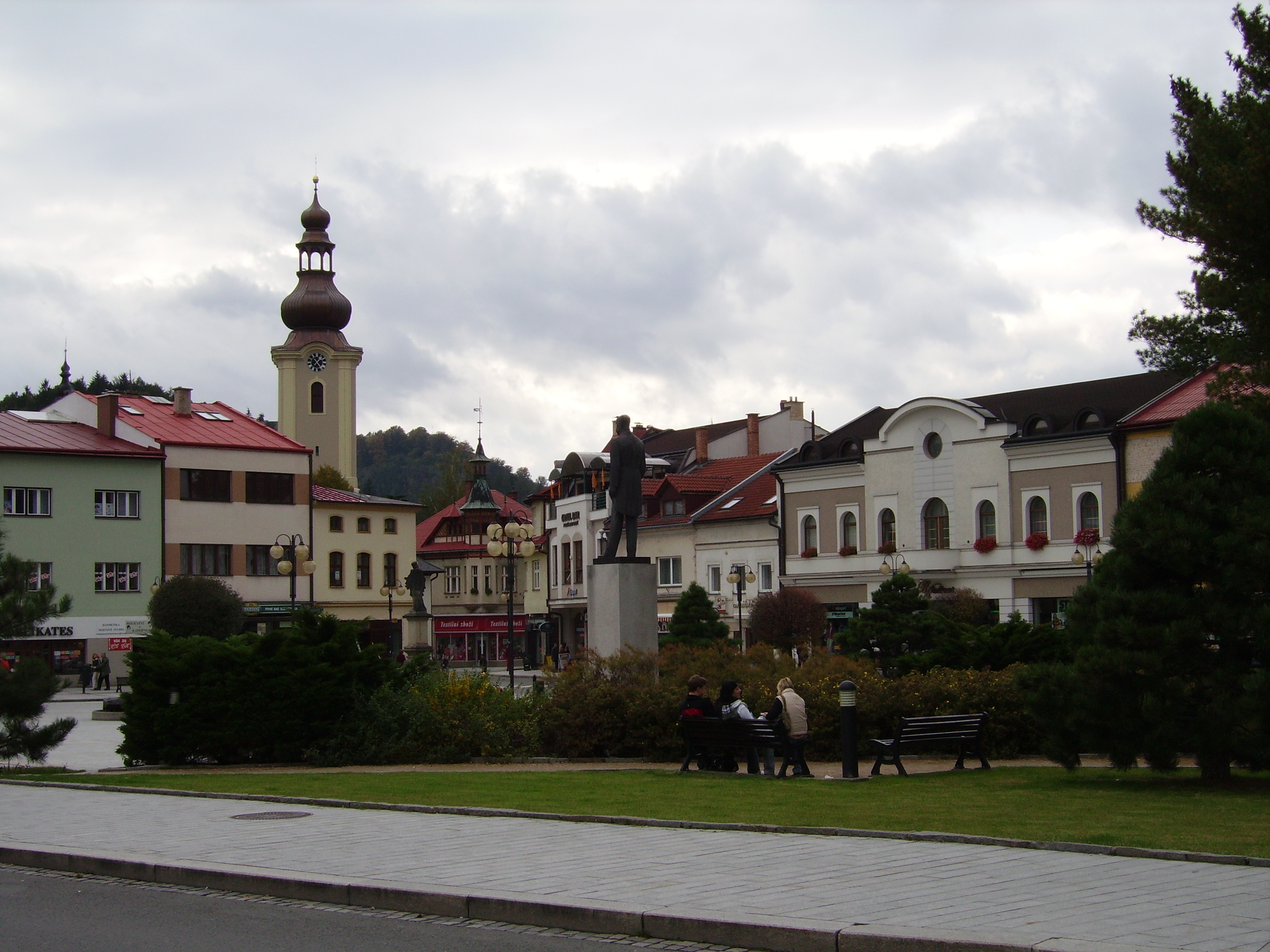
Pohled na kostel z Masarykova náměstí
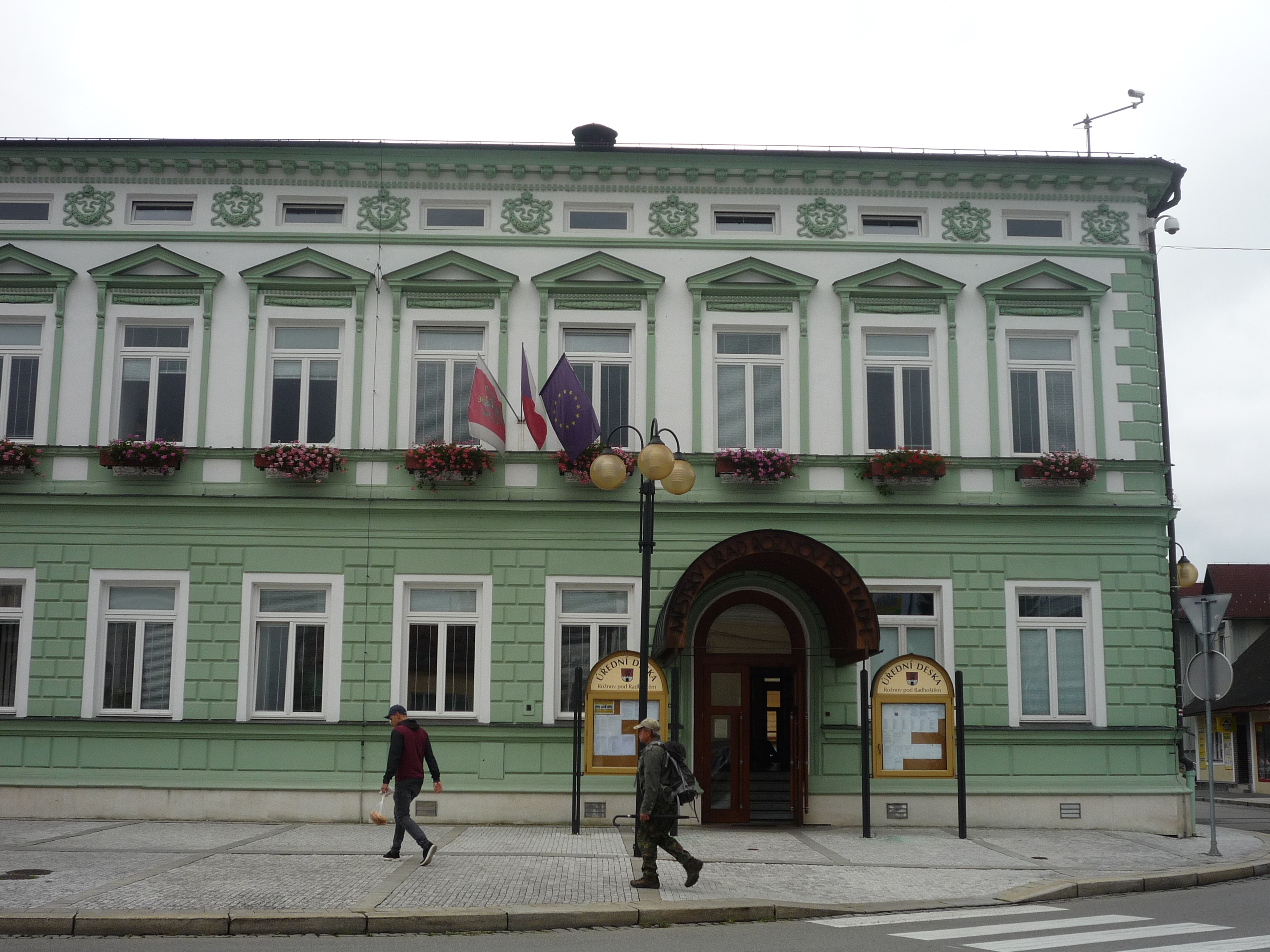
Radnice a jedno z pracovišť městského úřadu Rožnova p. R.